# Baldassare Galuppi

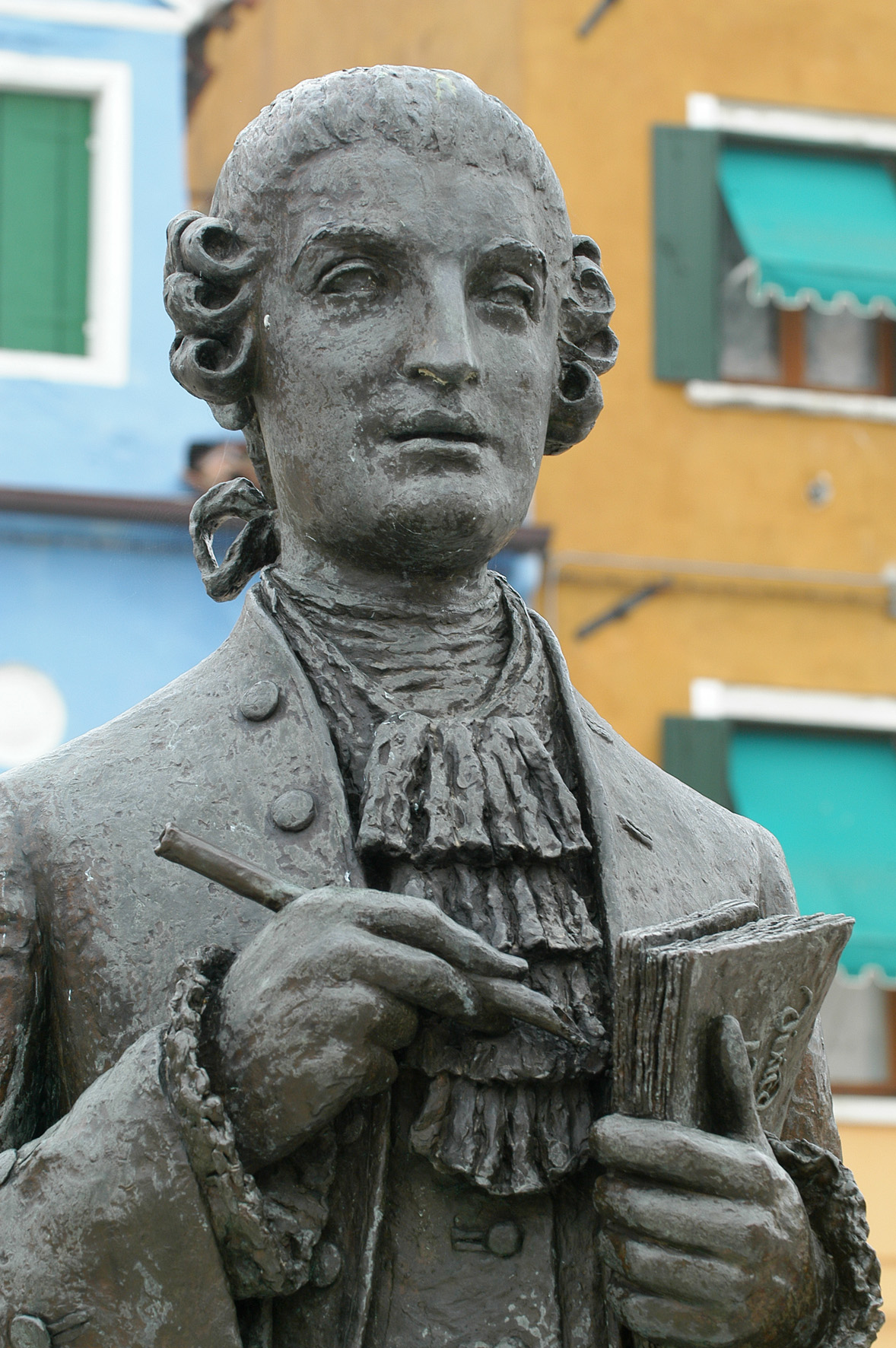
Standbeeld van Baldassare Galuppi van de hand van Remigio Barbaro, op het eiland Burano.

Baldassare Galuppi (bijgenaamd "Il Buranello") (Burano (bij Venetië), 18 oktober 1706 - Venetië, 3 januari 1785) was een Italiaans componist, dirigent die vooral bekend is voor zijn opera buffa.
Galuppi was een leerling van Antonio Lotti.  Hij werkte korte tijd te Londen (1741-1743) als componist voor onder andere het Haymarket Theatre, maar keerde terug naar zijn geboortestad om er verschillende dirigentenfuncties te bekleden (onder andere vanaf 1748 aan de San Marco en leider van het Conservatorio degli Incurabili).  Vervolgens werkte Galuppi op uitnodiging van Catharina II enkele jaren aan het hof te Sint-Petersburg (1765-1768), als kapelmeester en hofcomponist, maar ook van daaruit bleek Venetië te veel aantrekkingskracht op Galuppi te houden.  Hij keerde er weer terug om met verdere opera's opnieuw vele successen te boeken.
In totaal schreef Galuppi 112 opera's op libretti van Carlo Goldoni (Il Filosofo di Campagna, 1754 en La Cameriera spritoso, 1766), Pietro Metastasio en zijn zoon Antonio Galuppi.  Galuppi schreef verder talrijke werken voor de Kerk, oratoria, klavecimbelmuziek, kamermuziek en 3 fluitconcerten.
Op het voornaamste marktplein van Burano, dat naar de componist werd vernoemd, staat een standbeeld van Galuppi van de hand van beeldhouwer Remigio Barbaro.

## Opera's
La Fede nell'Incostanza - Ossia gli Amici Rivali (1722), Dorinda (1729), Odio Placato (1730), Argenide (1733), L'Ambizione Depressa (1735), Elisa Regina di Tiro (1736), La Ninfa di Apollo (1736), Tamiri (1736), Ergilda (1736), Alvilda (1737), Gustavo I, Re di Svevia (1740), Aronte, Re de' Sciiti (1740), Berenice (1741), Madama Ciana (1744), L'Ambizione Delusa (1744), La Libertà Nociva (1744), Forze d'Amore (1745), Scipione nelle Spagne (1746), L'Olimpiade (1747), Arminio (1747), Arcadia in Brento (1749), Il Page della Cuccagna (1750), Arcifanfano, Re dei Matti (1750), Alcimena, Principessa dell'Isole Fortunate (1750), Il Mondo della Luna (1750), La Mascherata (1751), Ermelinda (1752), Il Mondo alla Rovescia (1752), Il Conte Caramela (1752), Le Virtuose Ridicole (1752), Calamità de' Cuori (1752), I Bagni di Abono (1753), Il Filosofo di Campagna (1754), Antigona (1754), Il Povero Superbo (1754), Alessandro nell'Indie (1755), La Diavolessa (1755), Nozze di Paride (1756), Le Nozze (1756), Sesostri (1757), La Partenza e il Ritorno de' Marinari (1757), Adriano in Siria (1760), L'Amante di Tutte (1761), Artaserse (1761), I Tre Amanti Ridicoli (1761), Ipermestra (1761), Antigono (1762), Il Marchese Villano (1762), Viriate (1762), L'Uomo Femina (1762), Il Puntiglio Amoroso (1763), Il Re alla Caccia (1763), Cajo Mario (1764), La Donna di Governo (1764), La Fornace di Babilonia, Debbora profetessa, Moyses de Sinai Reversus